# Década de 1830 nos Estados Unidos
Esta é uma cronologia da década de 1830 nos Estados Unidos.

## 1830
- 26 de março: O Livro de Mórmon é publicado por Joseph Smith Jr. em Palmyra, Nova Iorque.
- 6 de abril: Joseph Smith Jr. funda a Igreja de Jesus Cristo dos Santos dos Últimos Dias (Church of Jesus Christ of Latter Day Saints) em Fayette, Nova Iorque.[1][2]
- 6 de abril: O Governo mexicano adota as leis para proibir a importação dos escravos afro-americanos.[2]
- 7 de maio: Os Estados Unidos e o Império Otomano assinam um tratado de comércio e navegação.[3][4][5]
- 28 de maio: A Lei da Remoção Indígena de 1830 (Indian Removal Act of 1830) é aprovada pelo Congresso dos Estados Unidos.[3][4][5][6][7]
- 1 de agosto: O quinto censo dos Estados Unidos determina que a população residente no país é 12.866.020 habitantes.[8]
- 27 de setembro: O Tratado de Dancing Rabbit Creek (Treaty of Dancing Rabbit Creek) é assinado entre os representantes dos povos nativos Choctaw e o governo norte-americano.[6][9][10]
- 6 de dezembro: O Observatório Naval dos Estados Unidos é fundado em Washington, DC.

## 1831
- 1 de janeiro: William Lloyd Garrison publica a primeira edição do jornal abolicionista The Liberator em Boston, Massachusetts.[11][12][13][14][15]
- 19 de março: O primeiro roubo na história dos Estados Unidos ocorre na cidade de Nova Iorque.
- 5 de abril: O Tratado de Amizade, Comércio e Navegação é assinado entre os Estados Unidos e o México.[4][16][17]
- 18 de abril: A Universidade do Alabama é fundada.
- 18 de abril: A Universidade de Nova Iorque é fundada na cidade de Nova Iorque.[17]
- 21 de agosto: Uma das maiores revoltas escravas da história dos Estados Unidos, liderada pelo reverendo Nat Turner, ocorre em Southampton, Virgínia, matando 70 pessoas brancas.[18][19]
- 11 de novembro: Nat Turner é enfocado em Jerusalem, Virgínia, por liderar a revolta de escravos.[20]

## 1832
- 24 de março: O povo creek assina um tratado com os Estados Unidos.[21]
- 20 de abril: O Congresso dos Estados Unidos aprova a legislação, que institui a Reserva Nacional de Hot Springs.[22]
- 26 de abril: Inicia a Guerra de Black Hawk, a parte das guerras indígenas nos Estados Unidos.[23]
- 16 de maio: Os Estados Unidos assinam o tratado de paz e comércio com o Chile.[24]
- 13 de julho: A nascente do Rio Mississippi é descoberta por Henry Schoolcraft no Minnesota.[25][26]
- 30 de setembro: Termina a Guerra de Black Hawk.[23]
- 26 de outubro: A convenção do Mississippi adota a constituição estadual.[27]
- 5 de dezembro: É realizada a eleição presidencial. Presidente Andrew Jackson é reeleito com 219 votos eleitorais, derrotando 49 votos eleitorais de Henry Clay.[4][28][29]
- 18 de dezembro: Os Estados Unidos assinam o tratado de comércio com a Rússia.[29]

## 1833
- 16 de janeiro: O Congresso dos Estados Unidos aprova em caráter de emergência uma lei, conhecida como Force Bill of 1833 (Lei da Força).[30]
- 2 de março: A Lei da Força (Force Bill of 1833) é assinada pelo presidente Andrew Jackson.[30]
- 4 de março: Presidente Andrew Jackson é empossado para seu segundo mandato.[31]
- 20 de março: Capitão David Geisinger da Marinha dos Estados Unidos assina o tratado de amizade e comércio com o Reino do Sião.[4][32][33][34]
- 4 de dezembro: A Sociedade Antiesclavagista Americana é fundada em Filadélfia.[35]

## 1834
- 25 de janeiro: O Condado de Hillsborough é criado pela legislatura territorial da Flórida.
- 30 de junho: O Território Indígena é criado pela lei do Congresso dos Estados Unidos.[36]
- 1 de julho: Mahlon Dickerson torna-se o 10° Secretário da Marinha dos Estados Unidos.[23][32]

## 1835
- 30 de janeiro: Presidente Andrew Jackson escapa da primeira tentativa de assassinato, cometida pelo pintor Richard Lawrence no Capitólio dos Estados Unidos.[37][38][39]
- 2 de outubro: A primeira batalha da Revolução do Texas acontece na Batalha de Gonzales.[23][40][41]
- 6 de novembro: Os Estados Unidos rompem as relações diplomáticas com a França.[42]
- 11 de dezembro: Tropas rebeldes invadem e conquistam a capital do Texas.
- 17 de dezembro: Fuzileiros navais desembarcam para proteger a embaixada norte-americana, em Lima, Peru.[43]
- 23 de dezembro: Inicia a Segunda Guerra Seminole no Território da Flórida.[43][44]

## 1836
- 24 de janeiro: Fuzileiros navais são retirados da cidade peruana de Lima.[43]
- 2 a 4 de março: A convenção do Texas na cidade texana de Washington-on-the-Brazos, declara independente do México, estabelecendo o governo provisório.[42][45][46]
- 21 de abril: Forças mexicanas, lideradas pelo General Antonio Santa Anna, são derrotadas pelos texanos na Batalha de San Jacinto, terminando a Revolução do Texas.[42][45][47][48]
- 14 de maio: O México assina um tratado reconhecendo a independência do Texas.[4]
- 15 de junho: O Arkansas deixa de ser o território e torna-se o 25º estado norte-americano admitido à União e o 13º estado da escravidão.[49][50][51]
- 3 de julho: O Território de Wisconsin é criado pelo Congresso dos Estados Unidos.[52][53]
- 5 de setembro: Sam Houston é eleito presidente da República do Texas.[4]
- 16 de setembro: Os Estados Unidos e Marrocos assinam um tratado de amizade.[4]
- 7 de dezembro: É realizada a eleição presidencial. Martin Van Buren é eleito presidente dos Estados Unidos com 765.483 votos populares e 170 votos eleitorais.[54]
- 15 de dezembro: Um incêndio no Escritório de Patentes e Marcas Registradas dos Estados Unidos (United States Patent and Trademark Office) destrói 7 mil modelos, 9 mil desenhos e 230 livros em Washington, DC.[55]

## 1837
- 26 de janeiro: Michigan deixa de ser o território torna-se o 26º estado norte-americano admitido à União e o 13º estado libertado.[54][56]
- 8 de fevereiro: Richard M. Johnson é eleito vice-presidente dos Estados Unidos pelo voto do Senado norte-americano.[54]
- 1 de março: O Senado dos Estados Unidos reconhece a independência do Texas por 23 votos a favor e 9 contra.[57]
- 3 de março: O Congresso dos Estados Unidos reconhece a independência do Texas.[4][42][57]
- 4 de março: O Discurso de Despedida (Farewell Address) do presidente Andrew Jackson é publicado.[54][58]
- 4 de março: Martin Van Buren toma posse como o oitavo presidente dos Estados Unidos.[59]
- 10 de maio: Todos os bancos de Nova Iorque interrompem seus pagamentos em espécie, iniciando o Pânico de 1837, uma das mais severas crises financeiras da história dos Estados Unidos.[60][61]

## 1838
- 6 de janeiro: Samuel Morse demonstra o telégrafo, em Nova Jérsei.[62][63]
- 12 de junho: Presidente Martin Van Buren assina a lei, que cria o Território de Iowa.[64][65][66]
- 6 de agosto: Inicia a Guerra Mórmon com o conflito entre os Santos dos Últimos Dias e seus vizinhos no noroeste do Missouri.
- 1 de novembro: Joseph Smith Jr. rende-se na cidade de Far West, no Missouri, terminado a Guerra Mórmon.
- 26 de novembro: Um tratado de comércio é assinado entre os Estados Unidos e o Reino da Sardenha.[67]

## 1839
- 19 de janeiro: Os Estados Unidos e os Países Baixos assinam o Tratado de Comércio.[67]
- 12 de fevereiro: Um conflito entre os Estados Unidos e os Reino Unido ocorre nas fronteiras entre a província canadiana de Nova Brunswick e o estado norte-americano do Maine.[68]
- 22 de maio: O Comandante General do Exército dos Estados Unidos, Alexander Macomb, assina um tratado de paz com os líderes dos seminoles, no Fort King, no Território da Flórida.[69]
- 26 de agosto: O navio negreiro espanhol La Amistad é capturado pelo navio norte-americano USS Washington na costa de Long Island, Nova Iorque.[70][71][72]
- 23 de setembro: A França é o primeiro país europeu a reconhecer a República do Texas.[67]
- 11 de novembro: O Instituto Militar da Vírginia é fundado em Lexington.[73]
- 13 de novembro: O primeiro partido político abolicionista dos Estados Unidos, o Liberty Party, é estabelecido por James G. Birney numa convenação, em Warsaw, Nova Iorque.[74][75]